# Opération Koltso (1943)
Seconde Guerre mondiale
Batailles
Front de l’Est

Prémices :
- Campagne de Pologne
- Guerre d’Hiver

Guerre germano-soviétique :
- 1941 : L'invasion de l'URSS

- Opération Barbarossa

Front nord : 
- Guerre de Continuation
- Opération Silberfuchs
- Siège de Léningrad

Front central : 
- 2e bataille de Brest-Litovsk
- Bataille de Białystok–Minsk
- 1re bataille de Smolensk
- Bataille de Kiev

Front sud : 
- Siège d'Odessa
- Campagne de Crimée

- 1941-1942 : La contre-offensive soviétique

Front nord : 
- Poche de Demiansk
- Poche de Kholm

Front central : 
- Bataille de Moscou

Front sud : 
- Seconde bataille de Kharkov

- 1942-1943 : De Fall Blau à 3e Kharkov

Front nord : 
- Offensive de Siniavino
- Opération Iskra
- Bataille de Krasny Bor
- Opération Poliarnaïa Zvezda

Front central : 
- Opération Mars

Front sud : 
- Bataille du Caucase (opération Fall Blau)
- Bataille de Stalingrad
- Opération Uranus
- Opération Saturne
- Offensive d'Ostrogojsk-Rossoch
- Offensive de Voronej-Kastornoe
- Opération Gallop
- Opération Étoile
- Troisième bataille de Kharkov

- 1943-1944 : Libération de l'Ukraine et de la Biélorussie

Front central : 
- 2e bataille de Smolensk
- Opération Bagration

Front sud : 
- Bataille de Koursk
- Bataille du Dniepr
- Offensive Dniepr-Carpates
- Offensive de Crimée
- Offensive de Lvov-Sandomir

- 1944-1945 : Campagnes d'Europe centrale et d'Allemagne

Allemagne : 
- Offensive Vistule-Oder
- Offensive de Poméranie orientale
- Siège de Breslau
- Offensive de Prusse-Orientale
- Bataille de Königsberg
- Bataille de Seelow
- Bataille de Bautzen
- Bataille de Berlin
- Capitulation allemande

Front nord et Finlande : 
- Guerre de Laponie
- Offensive Leningrad-Novgorod
- Bataille de Narva

Europe orientale : 
- Opération Margarethe
- Insurrection de Varsovie
- Soulèvement national slovaque
- Opération Panzerfaust
- Bataille de Budapest
- Opération Frühlingserwachen
- Offensive de Vienne
- Insurrection de Prague
- Offensive de Prague
- Bataille de Slivice

Front d’Europe de l’Ouest

Campagnes d'Afrique, du Moyen-Orient et de Méditerranée

Bataille de l’Atlantique

Guerre du Pacifique

Guerre sino-japonaise

Théâtre américain
L'opération Koltso (en russe : Операция Кольцо, opération anneau) est une opération militaire soviétique durant la Seconde Guerre mondiale qui eut lieu du 10 janvier au 2 février 1943. Il s'agit de la dernière phase de la bataille de Stalingrad, qui voit la reconquête de Stalingrad par les troupes soviétiques du front du Don du général Rokossovki et qui aboutit le 31 janvier 1943 à la capitulation de la 6e Armée du maréchal Paulus qui y était assiégée depuis le 23 novembre 1942 (les dernière unités allemandes déposeront les armes le 2 février 1943).

## Contexte
Fin Novembre 1942, après d'âpres combats qui leur ont permis de conquérir 90 % de Stalingrad, les forces de l'Axe sont encerclées dans une poche entre le Don et la Volga par une offensive soviétique : l'Opération Uranus. Une tentative de dégagement est montée en décembre 1942 : l'Opération Wintergewitter mais celle-ci échoue à une cinquantaine de kilomètres de l'objectif. Hitler et l'état major allemand décident de garder les 250 000 hommes de la 6e Armée dans la ville, tant pour des raisons psychologiques que stratégiques car cette poche fixe un grand nombre d'unités soviétiques qui pourraient être utilisées pour couper la retraite des troupes allemandes engagées dans le Caucase qui cherchent à rejoindre Rostov.
Le 10 janvier 1943, le front du Don est chargé de supprimer la poche de Stalingrad, c'est l'opération Koltso.

## Déroulement
L'offensive commence le 10 janvier 1943, après qu'une offre de reddition ait été refusée le 8 janvier.
Durant les 3 premiers jours de l'opération, les Soviétiques perdent 26 000 hommes (tués, blessés ou disparus) et la moitié de leurs chars.
Le 16, l'aérodrome de Pitomnik, principale voie d'approvisionnement allemande, est pris.
Le 17, la moitié ouest de la poche est conquise et les Russes font une pause de quelques jours pour redéployer leurs forces en vue de la prochaine phase de l'offensive.
Les combats reprennent le 20 et le 21 janvier et les Russes atteignent Stalingrad.
Le 22, ils prennent l'aérodrome de Gumrak, puis l'école d'aviation le 23 mettant définitivement fin au ravitaillement aérien et à l'évacuation des blessés. Paulus demande à Hitler l'autorisation de se rendre mais ne reçoit aucune réponse.
Le 26, les troupes soviétiques prennent le Kourgane Mamaïev, point dominant de la ville, où ils font leur jonction avec la 62e armée qui était isolée dans la ville par les Allemands depuis le mois de septembre.
Les Allemands isolés dans 2 poches résisteront encore une semaine.
Dans la poche sud les combats continuent jusqu'au 31 janvier, jour de la capture du général Paulus dans son QG du magasin Univermag, il avait été fait maréchal la veille par Hitler pour l'inciter au suicide plutôt qu'à la reddition.
La poche nord, centrée sur l'usine de tracteurs Djerzinski, résistera jusqu'au 2 février, jour de la reddition du général Strecker.
Ceci marque la fin de l'opération Koltso et de la bataille de Stalingrad, bien que quelques actes de résistance isolés soient encore enregistrés jusqu'au 5 mars 1943.